# 寿司打
寿司打（すしだ）は、ウェブブラウザを使用して無料で練習できる、日本語ローマ字入力用タイピングソフト。回転寿司をモチーフとしている。Myaが運営する個人サイト「Neutral」で公開されているコンテンツのひとつである。
かつてはFlashで公開されていたが、Adobe Flash Playerのサポート廃止により2020年12月を最後に提供を終了。現在はWebGL移植版が公開されている。最新版はWebGL版の ver.2.5。
2022年8月17日から、アクセス集中によるサーバーへの負荷の分散のため、URLを変更して運営されている。

## ルール

### 基本的なルール
エンターキー、スペースキーでスタートし、回転寿司の皿が流れていく前に、表示された文字をキーボードから入力する。皿が流れていく前に表示された文字をタイピングできると、金額が加算される。加算される金額は文字の長さによって変わる。
どれだけ元をとり、得できるか、を競うタイピングソフト。お得になると、全国で何位かを見ることができる。練習、普通、正確重視、速度必須、一発勝負と5つのモードが存在する。また、それぞれにお手軽3000円、お勧め5000円、高級10000円のコースがあり、どれかを選ぶ。
ふりがなつき、無音、大文字表示にすることも可能である。
また、タイピング中の画面の右上に、連打メーターが表示されている。間違えないでタイピングするごとに、連打メーターが進む。ミスをするとメーターがリセットされる。メーターがある程度進むと制限時間が数秒延びる。

### コース
- お手軽3000円コース・・・文字数2 - 7文字の言葉が出て、時間は60秒。
- お勧め5000円コース・・・文字数5 - 10文字の言葉が出て、時間は90秒。
- 高級10000円コース・・・文字数9 - 14文字以上の言葉が出て、時間は120秒。

モード
- 練習・・・普通よりスピードが遅い。制限時間が0になったら終了。
- 普通・・・普通のスピード。制限時間が0になったら終了。
- 正確重視・・・ミスタイプをすると、タイプ中のお皿がリセットされ新しい皿になる。制限時間が0になったら終了。
- 速度必須・・・1度でもお皿が画面外に流れていくか制限時間が0になったら終了。
- 一発勝負・・・ミスタイプをしたり、お皿が画面外に流れていくと、その場で終了。

ランキング
- 3000円コース/10000人〜1位まで。
- 5000円コース/10000人〜1位まで。
- 10000円コース/10000人〜1位まで。

ランキングの人数設定にコースごとの違いは練習、正確重視、速度必須、一発勝負のすべてを含めて変更はない。

## その他
- 公式では学校授業での練習では使ってよいとされているが、対価を取る行為や営利活動では使ってはいけないとしている。
- ツールを使った入力実験の対象としては使ってはいけないとしている。
- エンジニアなどの採用にも使われている。ある病院では応募者がタイピング能力を有していることの確認に用いている[4]。またファーストロジックは新卒採用に「寿司の早食い選手権」と称する枠を設け、このソフトで1位になった学生を最終選考に招待したことがある[5]。
- タイピングコンテストで本ソフトが採用されることがある[6][7]。
- 本タイトルはYahoo!きっずの検索ランキングにて毎年上位に検索されているワードであり、2024年は2位である[8]。